# Anxiolitikum
Az anxiolitikum vagy szorongásoldó olyan gyógyszer, amely kémiai úton csökkenti a szorongást. Ez a hatás ellentétben áll az úgynevezett anxiogén (szorongáskeltő) szerekkel. A szorongásoldó gyógyszereket a szorongásos zavarok és a hozzájuk kapcsolódó pszichológiai és fizikai tüneteik kezelésére használják.
A szorongás természetesen előforduló érzelem és válasz. Ha a szorongás szintje meghaladja egy személy toleranciáját, szorongásos zavar fordulhat elő. A szorongásos zavarokkal küzdő emberek félelemreakciókat mutathatnak, például védekező magatartást, magas szintű éberséget és negatív érzelmeket. A szorongásos zavarban szenvedőknek lehetnek egyidejű pszichés zavarai is, például depresszió. A szorongásos zavarokat hat lehetséges klinikai értékelés alapján osztályozzák:
| Típus                                                                          | Leírás |
| ------------------------------------------------------------------------------ | --- |
| generalizált szorongás                                                         | A szorongásos tünetek általában tartósak és állandóak. Az ebben a rendellenességben szenvedő betegek túlzott szorongást tapasztalhatnak hosszú ideig, általában hat hónapon át, és a tünetek minden specifikus kiváltó ok nélkül jelentkezhetnek. |
| pánikbetegség                                                                  | Ez a rendellenesség kifejezetten a pánikrohamoktól való szenvedésre és az ismétlődő rohamoktól való félelemre utal. Gyakran előfordul agorafóbiás betegeknél (a zárt helyszín elhagyásának nehézségétől való félelem). A pánikrohamok a szorongásszint hirtelen felfutása, általában megmagyarázhatatlan okokból kifolyólag.                                                            |
| szociális fóbia                                                                | Ez a társadalmi helyzetekben való félelemre utal, vagy a nyilvánosság előtt lép fel. A félelmek gyakran megmagyarázhatatlanok és tartósak. A félelem a rossz teljesítmény vagy a kínos társas interakciók miatti esetleges megaláztatásnak is betudható. |
| specifikus fóbia                                                               | Tartós félelem egy konkrét akár kézzelfogható, akár megfoghatatlan tárgytól. A félelem elkerüléshez vagy a tárgytól való menekülés gondolatához vezet. |
| poszttraumás stressz zavar (PTSD)                                              | A PTSD-k súlyos trauma vagy életveszélyes események miatt alakulnak ki. A specifikus tünetek közé tartozik a hasonló helyzetekben kiváltott traumás események visszaemlékezése, valamint az ilyen helyzetek elkerülése. Az esemény újbóli átélésétől való félelem a tehetetlenség vagy a rettegés érzésével is társul.                                                                  |
| obszesszív-kompulzív zavar (OCD, kényszerbetegség, rögeszmés-kényszeres zavar) | Az ebben szenvedő személy kényszeres impulzusokat tapasztal az obszessziói (rögeszméi) megszüntetésére. Az egyik gyakori példa a szennyeződések vagy rendezetlenség, rendszerezetlenség miatti obszesszió. A személy kényszert vagy késztetést érez a környezete sterilizálására, rendbetételére, a vélt vagy valós szennyeződések, esetleg rendetlenségek eltávolítására, megoldására. |

A szorongásos zavarok különböző típusai egyaránt rendelkeznek néhány általános tünettel, miközben megvannak a saját jellegzetes vonásaik. A különböző típusú szorongásos zavarokkal küzdő emberek eltérően reagálnak a szorongásgátló gyógyszerek különböző osztályaira.

## Etiológia
A szorongásos zavar etiológiája továbbra is ismeretlen. Számos olyan hozzájáruló tényező van, amelyekről még bizonyítani kell, hogy szorongásos zavart okoznak. Ezek a tényezők közé tartozik a gyermekkori szorongás, a központi stimulánsok gyógyszeres indukciója, az anyagcsere-betegségek vagy a depresszió.